# Europske snage solidarnosti
Europske snage solidarnosti, prije poznate kao Europska volonterska služba (EVS), međunarodni je program volontiranja Europske komisije za mlade koji odlaze u drugu zemlju radi neprofitne svrhe. 
EVS je bio drugi od pet 'Akcija' programa EU YOUTH, a njime upravlja Opća uprava za obrazovanje i kulturu Europske komisije. 
Ideja programa je poslati volontere u dobi od 18 do 30 godina u drugu zemlju, pružajući im osnovna sredstva za uzdržavanje tijekom boravka (smještaj, hranu, osiguranje, putne karte itd.). Program olakšava volontiranje europskih volontera u Europi i svim drugim zemljama svijeta, kao i volontera iz europskih partnerskih zemalja koji će volontirati u zemljama EU. 
Program je zamišljen kao dobrobit za volontera, a ne samo kao korist za ljude s kojima bi volonter trebao raditi. 
Propisi pretpostavljaju da volonter ne može zauzeti radno mjesto koje bi inače zauzela zaposlena osoba koja za svoj rad prima plaću. Volonteri sudjeluju u projektima koji su vrlo korisni, poput rada s osobama s invaliditetom ili za razne nevladine udruge. 

## Vanjske poveznice
- Službena stranica
- Otvorite direktorij  Arhivirana inačica izvorne stranice od 17. ožujka 2017. (Wayback Machine)
- Vodič
- Eyfa wiki na EVS-u  Arhivirana inačica izvorne stranice od 19. kolovoza 2005. (Wayback Machine)